# 沃洛德米里夫卡 (博霍杜希夫区)
50°4′33″N 35°17′9″E / 50.07583°N 35.28583°E
沃洛德米里夫卡（羅馬化：Volodymyrivka）是位於烏克蘭東部哈爾科夫州博霍杜希夫區克拉斯諾庫茨克市鎮的村莊。該鄉處於梅爾拉河畔，始建於1750年，面積0.2平方公里，海拔高度143米，2001年人口141。
2025年3月21日，烏克蘭政府将沃洛德米里夫卡由镇降级为村。